# Miltidea
Miltidea is een monotypisch geslacht van korstmossen behorend tot de familie Teloschistaceae. De typesoort is Miltidea ceroplast.

## Geslachten
Volgens Index Fungorum telt het geslacht een soort (peildatum december 2023):
| Soortnaam           | Auteur(s)                           | Publicatiejaar |
| ------------------- | ----------------------------------- | -------------- |
| Miltidea ceroplasta | (C. Bab.) D.J. Galloway & Hafellner | 1984           |